# Necessitat bàsica
L'enfocament en les necessitats bàsiques és un dels principals sistemes de mesura de la pobresa absoluta als països en desenvolupament. Intenta definir els recursos mínims absoluts necessaris per al benestar físic a llarg termini, normalment en termes de béns de consum. Aleshores, el llindar de pobresa es defineix com la quantitat d'ingressos necessaris per satisfer aquestes necessitats. L'enfocament de les "necessitats bàsiques" va ser introduït per la Conferència Mundial d'Ocupació de l'Organització Internacional del Treball el 1976. "... que va proposar la satisfacció de les necessitats humanes bàsiques com l'objectiu primordial de la política de desenvolupament nacional i internacional. L'enfocament en les necessitats bàsiques del desenvolupament va ser avalat pels governs i les organitzacionse (d'arreu del món) de treballadors i d'empresaris. Va influir en els programes i polítiques de les principals agències de desenvolupament multilaterals i bilaterals, i va ser el precursor de l'enfocament del desenvolupament humà."
Una llista tradicional de "necessitats bàsiques" immediates és l'alimentació (inclosa l'aigua), l'habitatge i la roba. Moltes llistes modernes posen l'accent en el nivell mínim de consum de "necessitats bàsiques" no només d'aliments, aigua, roba i habitatge, sinó també de sanejament, educació i assistència sanitària. Les diferents agències utilitzen llistes diferents.
L'enfocament en les necessitats bàsiques s'ha descrit com a orientat al consum, donant la impressió "que l'eliminació de la pobresa és massa fàcil". Amartya Sen es va centrar en les "capacitats" més que en el consum.
En el discurs del desenvolupament, el model de necessitats bàsiques se centra en la mesura del que es creu que és un nivell de pobresa eradicable. Els programes de desenvolupament que segueixen l'enfocament en les necessitats bàsiques no inverteixen en activitats econòmicament productives que ajudin a una societat a tenir el seu propi pes en el futur, sinó que se centren a garantir que cada llar satisfaci les seves necessitats bàsiques encara que avui s'hagi de sacrificar el creixement econòmic. Aquests programes se centren més en la subsistència que en l'equitat. No obstant això, pel que fa a la "mesura", les necessitats bàsiques o enfocament absolut són importants. La cimera mundial sobre desenvolupament social de Copenhaguen de 1995 va tenir, com una de les seves principals declaracions, que totes les nacions del món havien de desenvolupar mesures contra la pobresa absoluta i contra la relativa i havien d'orientar les polítiques nacionals per "erradicar la pobresa absoluta en una data objectiu especificada per cada país". en el seu context nacional."